# 10179 Ishigaki
10179 Ishigaki è un asteroide della fascia principale. Scoperto nel 1996, presenta un'orbita caratterizzata da un semiasse maggiore pari a 2,6114925 UA e da un'eccentricità di 0,1370065, inclinata di 16,17682° rispetto all'eclittica.